# Камско-Устьинский район
Камско-Устьинский район (тат. Кама Тамагы районы) — административно-территориальная единица и муниципальное образование (муниципальный район) в составе Республики Татарстан Российской Федерации. Находится на западе республики, на правом берегу Волги. Территория района включает 49 населённых пунктов, которые объединены в 3 городских и 17 сельских поселений. По состоянию на начало 2020 года численность населения составляет 14 747 человек. Административный центр — посёлок городского типа Камское Устье.

## География
Площадь района составляет 1198,8 км². Граничит с Тетюшским, Апастовским, Верхнеуслонским районами, по акватории Куйбышевского водохранилища — с Лаишевским и Спасским районами Республики Татарстан. Рельеф представляет собой возвышенную равнину, со средними высотами 170—190 метров. Лесистость района составляет 7,9 %. Возвышенности вдоль берега Волги называют «горами»: Юрьевы горы, Богородские горы, Сюкеевы горы, Тетюшские горы. На территории района находятся также гора Лобач и Юрьевская пещера, а до 1958 года существовали Сюкеевские пещеры, затопленные и размытые водохранилищем. В основном распространены серые и тёмно-серые лесные почвы. На территории района разведаны запасы доломитов, глин и гипса (в том числе самое крупное в республике Камско-Устьинское месторождение). Часть месторождений выработало свой ресурс (Гипсы-1), продолжаются разработки в Тенишево и Сюкеево. Восточную и южную границу района образует Куйбышевское водохранилище, ширина которого в этих местах достигает 16 км. До образования водохранилища место слияния Волги и Камы находилось в границах района.
Крупнейшие реки (общей длиной не менее 15 км):
- бассейн Свияги — Сухая Улема и её притоки Киярметь, Большой Шакян.
- бассейн Волги — Карамалка, Мордовская, Ишимовская.

## Герб и флаг
|  | В лазоревом (синем, голубом) поле над возникающим справа зеленым берегом с золотыми откосами — серебряная, с черными концами крыльев, летящая вправо с воздетыми и распростертыми крыльями чайкаОписание герба |

Герб и флаг утверждены 21 июня 2006 года решением Камско-Устьинского районного Совета. Разработкой занимались Геральдический совет при президенте Республики Татарстан совместно с Союзом геральдистов России. Территория Камско-Устьинского района находится на слиянии Волги и Камы, которые являются крупнейшими реками Восточной Европы. Эта особенность передана обилием голубого цвета, что отражает красоту и богатство речных просторов. Серебряная чайка и изображение горы указывают на природно-географические особенности региона — район расположен на берегу Куйбышевского водохранилища, его рельеф имеет характер высокого массива Приволжской возвышенности. На изображении показана гора Лобач (Обач) — самая высокая точка побережья. Флаг Камско-Устьинского района разработан на основе герба. Представляет собой прямоугольное полотно голубого цвета с отношением ширины к длине 2:3, на котором изображена чайка, парящая над склоном.

## История
Районный центр был основан как рыбацкий посёлок в XVII веке на правом берегу Волги, напротив устья Камы, откуда и получил своё первое название. В конце XVII века — крупное село с церковью в честь Рождества Богородицы, от которого возник второй топоним — Богородское. Позднее, В 1939 году, село было преобразовано в посёлок городского типа и переименовано в Камское Устье.
Район основан 10 августа 1930 года. До 1920 года входил в Тетюшский уезд, с 1920 по 1927 годы — в Тетюшский кантон, с 1927 по 1930 год — в Буинский кантон. 16 июля 1958 года в состав вошла часть территории упразднённого Теньковского района. 4 января 1963 года Камско-Устьинский район упразднили, земли передали Тетюшскому, но уже 12 января 1965 года его восстановили.
С 31 октября 2005 года пост главы Камско-Устьинского муниципального района занимал Гарафиев Зуфар Галимуллович. В сентябре 2015 на эту должность назначили Лоханова Павла Николаевича. А с января 2019-го главой Камско-Устьинского района является Вазыхов Наиль Альбертович.

## Население

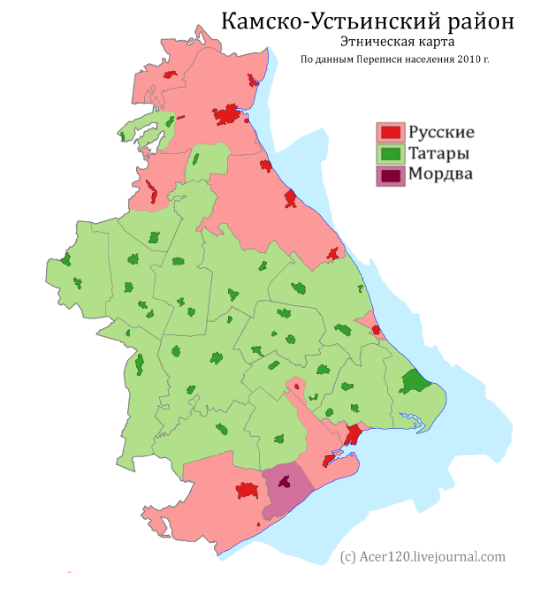
Этническая карта Камско-Устинского района

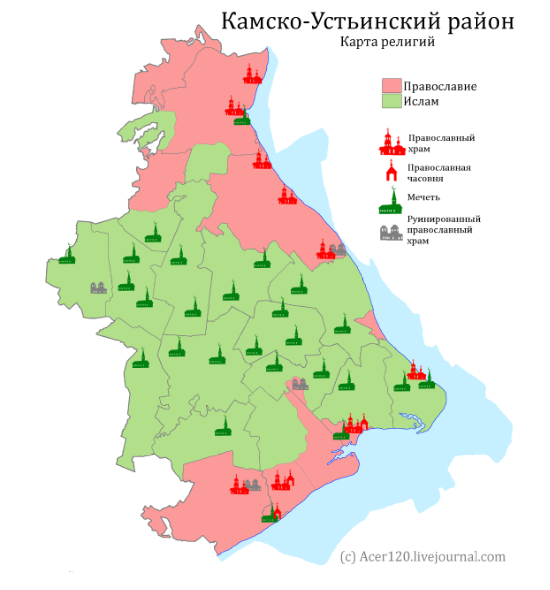
Религиозная карта Камско-Устинского района

Национальный состав (из числа указавших национальность по переписи 2020 года): 52,8 % — татары, 43,9 % — русские, 3,3 % — представители других национальностей, в том числе каратаи. В городских условиях (пгт Камское Устье, Куйбышевский Затон и Тенишево) проживают 52,25% населения района.
| 2002    | 2003    | 2004    | 2005    | 2006    | 2007    | 2008    |
| ------- | ------- | ------- | ------- | ------- | ------- | ------- |
| 18 518  | ↘17 600 | ↗18 100 | ↘17 515 | ↘17 285 | ↘17 072 | ↘16 835 |
| 2009    | 2010    | 2011    | 2012    | 2013    | 2014    | 2015    |
| →16 835 | ↗16 904 | ↘16 855 | ↘16 541 | ↘16 355 | ↘16 213 | ↘15 975 |
| 2016    | 2017    | 2018    | 2019    | 2021    |         |         |
| ↘15 692 | ↘15 427 | ↘15 157 | ↘14 945 | ↘14 460 |         |         |

## Муниципально-территориальное устройство
В Камско-Устьинском муниципальном районе 3 городских и 17 сельских поселений и 52 населённых пункта в их составе.
| №        | Муниципальное образование                  | Административный центр   | Количество населённых пунктов | Население | Площадь, км² |
| -------- | ------------------------------------------ | ------------------------ | ----------------------------- | --------- | ------------ |
| 1e-06    | Городские поселения                        |                          |                               |           |              |
| 1        | посёлок городского типа Камское Устье      | пгт Камское Устье        | 1                             | ↘4391     |              |
| 2        | посёлок городского типа Куйбышевский Затон | пгт Куйбышевский Затон   | 1                             | ↗2457     |              |
| 3        | посёлок городского типа Тенишево           | пгт Тенишево             | 1                             | ↗708      |              |
| 3.000002 | Сельские поселения                         |                          |                               |           |              |
| 4        | Балтачевское сельское поселение            | село Балтачево           | 1                             | ↘210      |              |
| 5        | Большебуртасское сельское поселение        | село Большие Буртасы     | 3                             | ↘252      |              |
| 6        | Большекармалинское сельское поселение      | село Большие Кармалы     | 4                             | ↘291      |              |
| 7        | Большекляринское сельское поселение        | село Большие Кляри       | 4                             | ↘543      |              |
| 8        | Большесалтыковское сельское поселение      | село Большие Салтыки     | 4                             | ↘467      |              |
| 9        | Варваринское сельское поселение            | деревня Азимово-Курлебаш | 2                             | ↘297      |              |
| 10       | Кирельское сельское поселение              | село Кирельское          | 3                             | ↘584      |              |
| 11       | Клянчеевское сельское поселение            | село Клянчеево           | 2                             | ↘359      |              |
| 12       | Красновидовское сельское поселение         | село Красновидово        | 3                             | ↘532      |              |
| 13       | Малосалтыковское сельское поселение        | село Малые Салтыки       | 3                             | ↘363      |              |
| 14       | Осинниковское сельское поселение           | посёлок Осинники         | 1                             | ↘167      |              |
| 15       | Старобарышевское сельское поселение        | село Старое Барышево     | 2                             | ↘249      |              |
| 16       | Староказеевское сельское поселение         | деревня Караталга        | 4                             | ↘406      |              |
| 17       | Сюкеевское сельское поселение              | село Сюкеево             | 2                             | ↗646      |              |
| 18       | Теньковское сельское поселение             | село Теньки              | 6                             | ↘1529     |              |
| 19       | Уразлинское сельское поселение             | село Уразлино            | 3                             | ↘234      |              |
| 20       | Янгасалское сельское поселение             | село Большая Янгасала    | 2                             | ↘383      |              |

| №  | Населённый пункт                    | Тип     | Население | Муниципальное образование                  |
| -- | ----------------------------------- | ------- | --------- | ------------------------------------------ |
| 1  | Азимово-Курлебаш                    | деревня |           | Варваринское сельское поселение            |
| 2  | Антоновка                           | село    |           | Красновидовское сельское поселение         |
| 3  | Архангельские Кляри                 | деревня |           | Большекармалинское сельское поселение      |
| 4  | Атабаево                            | деревня |           | Староказеевское сельское поселение         |
| 5  | Балтачево                           | село    | ↘216      | Балтачевское сельское поселение            |
| 6  | Балчиклы                            | деревня |           | Большебуртасское сельское поселение        |
| 7  | Баргузино                           | деревня |           | Большекармалинское сельское поселение      |
| 8  | Бибеево                             | деревня |           | Большекляринское сельское поселение        |
| 9  | Бикеево                             | деревня |           | Клянчеевское сельское поселение            |
| 10 | Бишалабы                            | деревня |           | Староказеевское сельское поселение         |
| 11 | Большая Янгасала                    | село    |           | Янгасалское сельское поселение             |
| 12 | Большие Буртасы                     | село    |           | Большебуртасское сельское поселение        |
| 13 | Большие Кармалы                     | село    |           | Большекармалинское сельское поселение      |
| 14 | Большие Кляри                       | село    |           | Большекляринское сельское поселение        |
| 15 | Большие Салтыки                     | село    |           | Большесалтыковское сельское поселение      |
| 16 | Большое Мереткозино                 | село    |           | Большесалтыковское сельское поселение      |
| 17 | Буртасы                             | деревня |           | Красновидовское сельское поселение         |
| 18 | Варварино                           | село    |           | Варваринское сельское поселение            |
| 19 | Данышево                            | деревня |           | Большесалтыковское сельское поселение      |
| 20 | Ишимово                             | деревня |           | Кирельское сельское поселение              |
| 21 | Камское Устье                       | пгт     | ↘4391     | посёлок городского типа Камское Устье      |
| 22 | Караталга                           | деревня |           | Староказеевское сельское поселение         |
| 23 | Картапа                             | деревня | ↘252      | Старобарышевское сельское поселение        |
| 24 | Кирельское                          | село    |           | Кирельское сельское поселение              |
| 25 | Клянчеево                           | село    |           | Клянчеевское сельское поселение            |
| 26 | Красновидово                        | село    |           | Красновидовское сельское поселение         |
| 27 | Куйбышевский Затон                  | пгт     | ↗2457     | посёлок городского типа Куйбышевский Затон |
| 28 | Лабышка                             | деревня |           | Теньковское сельское поселение             |
| 29 | Малаевка                            | деревня |           | Большекармалинское сельское поселение      |
| 30 | Малое Мереткозино                   | деревня |           | Малосалтыковское сельское поселение        |
| 31 | Малые Буртасы                       | деревня |           | Большебуртасское сельское поселение        |
| 32 | Малые Кармалы                       | деревня |           | Уразлинское сельское поселение             |
| 33 | Малые Кляри                         | деревня |           | Большекляринское сельское поселение        |
| 34 | Малые Салтыки                       | село    |           | Малосалтыковское сельское поселение        |
| 35 | Менгличево                          | деревня |           | Большесалтыковское сельское поселение      |
| 36 | Мордовский Каратай                  | деревня |           | Кирельское сельское поселение              |
| 37 | Осинники                            | посёлок | ↘169      | Осинниковское сельское поселение           |
| 38 | Салтыганово                         | деревня |           | Уразлинское сельское поселение             |
| 39 | Свободный Труд                      | посёлок |           | Теньковское сельское поселение             |
| 40 | Старое Барышево                     | село    | ↘204      | Старобарышевское сельское поселение        |
| 41 | Старое Казеево                      | село    |           | Староказеевское сельское поселение         |
| 42 | Сюкеево                             | село    |           | Сюкеевское сельское поселение              |
| 43 | Сюкеевский Взвоз                    | посёлок |           | Сюкеевское сельское поселение              |
| 44 | Татарской зональной опытной станции | посёлок |           | Теньковское сельское поселение             |
| 45 | Тенишево                            | пгт     | ↗708      | посёлок городского типа Тенишево           |
| 46 | Теньки                              | село    |           | Теньковское сельское поселение             |
| 47 | Тукай                               | деревня |           | Теньковское сельское поселение             |
| 48 | Уразлино                            | село    |           | Уразлинское сельское поселение             |
| 49 | Челны                               | деревня |           | Большекляринское сельское поселение        |
| 50 | Шапкино                             | деревня |           | Янгасалское сельское поселение             |
| 51 | Ясная Поляна                        | деревня |           | Теньковское сельское поселение             |
| 52 | Яшельча                             | деревня |           | Малосалтыковское сельское поселение        |

## Экономика

### Промышленность
Наиболее крупными районными промышленными предприятиями являются компании «Камско-Устьинский гипсовый рудник» (основной поставщик гипсового камня в Республике Татарстан), «Фоника Гипс» (добыча, переработка и производство строительных материалов, изготовление сухих строительных смесей, и другое), «Ремонтная база флота имени Куйбышева» (ремонт, техническое обслуживание и переоборудование судов).
С января по сентябрь 2020 года в Камско-Устьинском районе было отгружено товаров на 667 млн рублей, за весь 2013-й этот показатель составил почти 586 млн.

### Сельское хозяйство
Сельское хозяйство является основой экономики Камско-Устьинского района.
В основном возделываются яровая, озимая пшеница, озимая рожь, ячмень, горох. Главные отрасли животноводства — молочно-мясное скотоводство и свиноводство. В 2016 году работало 4 сельхозпредприятия и 24 крестьянских (фермерских) хозяйства, общая площадь пашни составляла 55 тысяч га, из которых 44,9 тысяч га занимали подразделения «Ак Барс» холдинга — с/х-производство «Камско-Устьинское» и животноводческое хозяйство «Идель». По 5 тысяч га пашни приходились на хозяйства «Красный Восток» («Большие Кляри» и с/х-производство имени Ленина), а также на крестьянские (фермерские) хозяйства. В 2019 году в Камско-Устьинском районе работало пять агрофирм и 35 фермерских хозяйств, в 2020-м зарегистрированы с/х-компании «Камская», «Буртасы», «Большие Кляри» и «Новагротех».
В 2017 году десять фермерских хозяйств деревни Малое Мереткозино открыли фермерскую площадку и объединились в сельскохозяйственный животноводческий потребительский кооператив «Малое Мереткозино», куда инвестировали 42 млн рублей.
Объём валового территориального продукта в области сельского хозяйства за 2018 год составил 4,27 млрд рублей, а объём отгруженных товаров собственного производства — 726 млн. За 2018 год фермерские хозяйства произвели 1141 тонну молока и 116 тонн мяса КРС. Объем произведенной валовой продукции составил почти 58 млн рублей, по растениеводству — 25,2 млн, по животноводству — 32,7 млн.
В 2019-м за хозяйствами числилось три тысячи голов крупного рогатого скота, более пяти тысяч коз и овец, более 200 лошадей и 25 тысяч кур, закреплено более 3 тысяч гектар пашни, одна тысяча — под зерновые, две тысячи — под кормовые культуры. В 2020 году средняя урожайность зерновых составила 30,7 ц/га.
В первом полугодии 2020 года валовая продукция сельского хозяйства составила на 158 млн рублей. За весь 2013-й этот показатель составил 728 млн.

### Инвестиционный потенциал
В период с 2010 по 2020 год соотношение среднемесячной заработной платы к минимальному потребительскому бюджету выросло с 1,86 до 1,97 раз, а уровень безработицы с 2013 по 2020 года увеличился с 0,87 % до 1,87 % соответственно.
Согласно оценке Комитета Республики Татарстан по социально-экономическому мониторингу, инвестиции в основной капитал Камско-Устьинского района за первое полугодие 2020-го составили 448,5 млн рублей, или 0,2 % от общего объёма инвестиций в Татарстане. По направленности инвестиций в 2020 году лидирует развитие с/х, охоты и рыбалки (22 млн рублей) и добыча полезных ископаемых (19 млн). Согласно отчёту Федеральной службы госстатистики республики, за 2019 год в Камско-Устьинский район было привлечено почти 235 млн рублей инвестиций (кроме бюджетных средств и доходов от субъектов малого предпринимательства), за 2018-й — 280 млн.

### Транспорт
Районный центр расположен в 117 км к юго-западу от Казани. Автодороги в районе — местного значения: 16К-0674 «Камское Устье — Теньки — Октябрьский (Р-241)» (на Казань), 16К-0980 «Камское Устье — Тетюши», 16К-0352 «Камское Устье — Шонгуты (Р-241)». По территории района проходят нефтегазопроводы. Распространён водный путь транспортного сообщения, который является частью транспортной сети федерального значения. Пристани на реке Волге имеются в пгт Камское Устье, Куйбышевском Затоне и Тенишево.

## Экология
Особо охраняемыми природными объектами на территории района являются памятники природы — озёра Карамальское (Байкуль) и Лесное, пещеры Юрьевская, Зимовьева, Богородская и Коннодольская, Теньковская ковыльная степь, а также природные заказники регионального значения — гора Лобач, Лабышкинские горы, Антоновские овраги.

## Социальная сфера
На территории района расположено 52 особо охраняемых объекта культурного наследия: два памятника градостроительства и архитектуры, два памятника истории республиканского значения и 48 памятников археологии республиканского значения.
В сфере образования работают 10 средних, семь основных, восемь начальных школ и семь школ-садов, 14 дошкольных и три учреждения дополнительного образования. В пгт Куйбышевский Затон работает профессиональное училище № 72. Сферу культуры представляют три центральных ДК и 21 сельский дом культуры, 11 сельских клубов, 27 библиотек, две музыкальные школы, два музея — Камско-Устьинский районный краеведческий музей и Музей А. М. Горького в селе Красновидово, дом творчества имени Туфана Миннуллина, четыре народных коллектива — два народных театра, один вокально-инструментальный ансамбль и один хор ветеранов. На территории района находятся 19 мечетей и 6 православных храмов.
С 1932 года на русском и татарском языках выходит районная газета «Волжские зори» («Идел таңнары»). Ранее газета называлась «Вперед» («Алга»), с 1938 по 2000 годы — «Красное знамя» («Кызыл байрак»).